# 法蘭科·莫迪利安尼

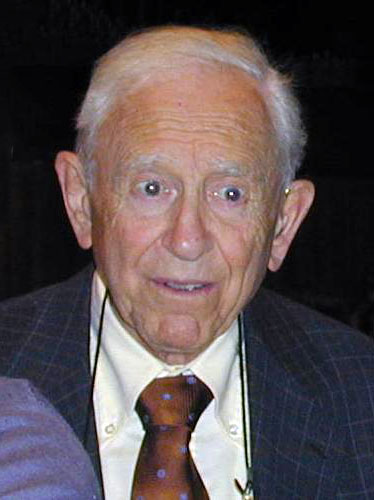
弗蘭科·莫迪利安尼

法蘭科·莫迪利安尼（義大利語：Franco Modigliani，義大利語：[ˈfraŋko modiʎˈʎani]，1918年6月18日—2003年12月25日），生於義大利羅馬，義大利裔美國籍的經濟學家，屬於新凱恩斯學派。為1985年諾貝爾經濟學獎得主，主要的研究領域為金融經濟學（Financial Economics）。

## 生平
莫迪利安尼生於羅馬一個猶太人家庭中。在第二次世界大戰前夕，因為他的猶太人背景，以及反法西斯主義的立場，不見容於墨索里尼政權，被迫流亡。在1939年到達巴黎，在巴黎與他的妻子 Serena 結婚，之後前往美國。  
1942年到1944年間，他在哥倫比亞大學與巴德學院（Bard College）擔任講師，教授經濟學與統計學。1944年，取得紐約市新學院博士學位。1946年，歸化為美國公民。1948年，成為伊利诺伊大学厄巴纳-香槟分校的教授。1950年代，他轉至卡內基梅隆大學商學院。在卡內基梅隆大學期間，莫迪利安尼提出莫迪尼亚尼-米勒定理與生命週期假說。
1962年，他成為麻省理工學院經濟學教授。在此教書直到過世。

## 學術貢獻
- 莫迪尼亚尼-米勒定理
- 生命週期假說

## 外部連結
- 莫迪利安尼自傳